# Tour of Hainan 2013
Die 8. Tour of Hainan war ein Rad-Etappenrennen, das vom 20. bis zum 28. Oktober 2013 auf der zu China gehörenden Insel Hainan stattfand. Es wurde in neun Etappen über eine Gesamtdistanz von 1488 Kilometern ausgetragen. Das Rennen war Teil der UCI Asia Tour 2014 und dort in die höchste Kategorie 2.HC eingestuft. Damit erhielten die ersten fünfzehn Fahrer der Gesamtwertung und die ersten acht jeder Etappe sowie der Träger des Gelben Trikots des Gesamtführenden nach jeder Etappe Punkte für die Asia-Rangliste.
Gesamtsieger der Rundfahrt wurde der Niederländer Moreno Hofland (Belkin-Pro Cycling Team), der zudem drei Etappen und die Punktewertung für sich entscheiden und damit seine ersten Siege als Profi feiern konnte. Mit einer guten Minute Rückstand wurde der Belgier Frédéric Amorison von der sich zum Saisonende auflösenden Mannschaft Crelan-Euphony Zweiter. Den dritten Podiumsrang nahm Hoflands Teamkollege und Landsmann Tom Leezer ein.

## Teilnehmer
Das Starterfeld der Rundfahrt war international besetzt, viele Mannschaften und Fahrer aus Europa nahmen teil. Das Pro Team Astana um Titelverteidiger Dmitri Grusdew fehlte jedoch. Mit dem Belkin-Pro Cycling Team stand dennoch ein ProTeam am Start, außerdem nahmen vier Professional Continental Teams am Rennen teil. Hinzu kamen zwölf Continental Teams, darunter ARBÖ Gebrüder Weiss-Oberndorfer aus Österreich, Atlas Personal aus der Schweiz und das Team Quantec-Indeland aus Deutschland, sowie drei Nationalmannschaften.
| ProTeam Belkin-Pro Cycling Team Professional Continental Teams Crelan-Euphony CCC Polsat-Polkowice Team Novo Nordisk Champion System Pro Cycling Team Nationalmannschaften Ukraine Volksrepublik China Hongkong | Continental Teams Hengxiang Cycling Team China Hainan Yindongli Team Quantec-Indeland La Pomme Marseille Burgos BH-Castilla y León Drapac Cycling | 0 RTS Racing Team MAX Success Sports Synergy Baku Cycling Project Rietumu-Delfin Atlas Personal-Jakroo ARBÖ Gebrüder Weiss-Oberndorfer |

## Strecke
Die Tour of Hainan 2013 führte über weitgehend flaches Terrain und war daher ideal gestaltet für die Sprinter. Der Startort war dieses Mal nicht Sanya im Süden der Insel, das erst am fünften Tag erreicht wurde, sondern Chengmai im Nordwesten Hainans. Die erste Etappe führte das Feld über lediglich 86 Kilometer rund um die Stadt, bevor in der Folge die Tagesabschnitte im Uhrzeigersinn meistens in Küstennähe um die Insel herum verliefen.
Zuerst ging es also nach Osten, ab der dritten Etappe dann nach Süden, und nachdem das Fahrerfeld nach dem mit knapp 219 Kilometern längsten Teilstück in Sanya Station gemacht hatte, nach Westen. Schließlich folgte am achten Tag auf dem Weg nach Danzhou die topografisch anspruchsvollste Etappe mit drei Bergwertungen, ehe das Rennen an seinem Startort Chengmai zu Ende ging.

## Etappen
| Etappe | Tag         | Start – Ziel                 | Typ         | km    | Etappensieger  | Gesamtführender |
| ------ | ----------- | ---------------------------- | ----------- | ----- | -------------- | --------------- |
| 1.     | 20. Oktober | Chengmai Old Town > Chengmai | Flachetappe | 85,6  | Moreno Hofland | Moreno Hofland  |
| 2.     | 21. Oktober | Chengmai > Haikou            | Flachetappe | 175   | Theo Bos       | Moreno Hofland  |
| 3.     | 22. Oktober | Haikou > Qionghai            | Flachetappe | 147,4 | Theo Bos       | Moreno Hofland  |
| 4.     | 23. Oktober | Qionghai > Wanning           | Flachetappe | 183   | Theo Bos       | Moreno Hofland  |
| 5.     | 24. Oktober | Wanning > Sanya              | Flachetappe | 218,6 | Theo Bos       | Moreno Hofland  |
| 6.     | 25. Oktober | Sanya > Wuzhishan            | Flachetappe | 115,6 | Moreno Hofland | Moreno Hofland  |
| 7.     | 26. Oktober | Wuzhishan > Dongfang         | Flachetappe | 217,2 | Theo Bos       | Moreno Hofland  |
| 8.     | 27. Oktober | Dongfang > Danzhou           | Hügeletappe | 172,4 | Moreno Hofland | Moreno Hofland  |
| 9.     | 28. Oktober | Danzhou – Chengmai           | Flachetappe | 148   | Theo Bos       | Moreno Hofland  |

## Rennverlauf
Eine fünfzehnköpfige Ausreißergruppe machte die erste Etappe unter sich aus, wobei sich der Niederländer Moreno Hofland (Belkin-Pro Cycling Team) sieben Kilometer vor dem Ziel zusammen mit Frédéric Amorison von Crelan-Euphony von seinen Begleitern lösen und Amorison dann im Zweiersprint besiegen konnte. Hoflands Mannschaftskollege Tom Leezer gewann siebzehn Sekunden dahinter den Sprint der Verfolger vor dem Deutschen Fabian Schnaidt (Champion System Pro Cycling Team). Damit belegten Hofland, Amorison und Leezer auch die ersten drei Ränge in der Gesamtwertung, die sie bis zum Ende des Rennens verteidigen sollten.
Hofland konnte am zweiten Tag seine Führung auf Amorison dank den Zeitbonifikationen bei den beiden Zwischensprints und als Tageszweiter im Massensprint von sieben auf 27 Sekunden ausbauen. Theo Bos sorgte dabei als Etappensieger für einen Belkin-Doppelerfolg, während Fabian Schnaidt Sechster wurde und sich im Gesamtklassement von Rang fünf auf Rang vier verbesserte.
Mit genau derselben Konstellation wie 24 Stunden zuvor endete auch die dritte Etappe: wieder siegte Bos im Spurt vor Hofland. Zugleich konnten sich mit Michael Kurth (Team Quantec-Indeland/7.), Schnaidt (8.) sowie Christoph Schweizer (Synergy Baku Cycling Project/9.) drei deutsche Fahrer unter den besten Zehn platzieren.
Auf dem vierten Tagesabschnitt gab es dann den dritten Sieg in Folge für Bos, dieses Mal allerdings nicht vor Hofland, sondern vor dem Neuseeländer Rico Rogers (Synergy Baku Cycling Project). Fabian Schnaidt erreichte dagegen nur Platz elf und verlor damit als neuer Fünfter auch wieder eine Position in der Gesamtwertung.
Die fünfte Etappe endete wieder ohne deutschsprachigen Profi in den Top Ten des Tages, wohingegen das Team Belkin bereits seinen dritten Doppelsieg im Sprint einfahren konnte. Erneut landete dabei Theo Bos vor Moreno Hofland im Gelben Trikot.
Am Tag darauf konnte Bos allerdings nicht mit dem Hauptfeld mithalten und kam mit über drei Minuten Rückstand ins Ziel. Dies verhinderte aber nicht den nächsten Belkin-Doppelerfolg, Hofland siegte im Massensprint vor Lars Boom. Christoph Schweizer komplettierte als Tagesdritter das Podium, während sich Fabian Schnaidt, der ebenfalls zeitgleich mit Hofland die Ziellinie überfuhr, durch Bos' Zeitrückstand wieder auf den vierten Rang im Gesamtklassement vorschieben konnte.
Hatte Belkin bislang schon vier Doppelsiege gefeiert, so war die Dominanz des World-Tour-Rennstalls auf der siebten Etappe sogar noch größer, als ein Vierfacherfolg herausgefahren werden konnte. Bos sprintete dabei vor Boom, Hofland und Leezer ins Ziel. Unterwegs hatte der Pole Mateusz Taciak von CCC Polsat-Polkowice derweil genug Zähler gesammelt, um die Bergwertung zu übernehmen, welches er bis zum Schluss der Rundfahrt verteidigen sollte.
Auf dem hügeligen achten Tagesabschnitt konnten einige Sprinter – darunter Theo Bos – nicht mit der 35 Fahrer starken Spitzengruppe mithalten und fielen am vorletzten Anstieg 65 Kilometer vor dem Ziel zurück. Statt Bos holte Hofland den Tagessieg für Belkin vor dem Ukrainer Witalij Buz (Lampre-Merida) und Boom. Für den bis dahin in der Gesamtwertung Viertplatzierten Fabian Schnaidt endete dagegen die Rundfahrt vorzeitig.
Am Schlusstag war dann wieder Theo Bos an der Reihe und ließ unter anderem den Deutschen Michael Kurth vom Team Quantec-Indeland hinter sich, der Dritter wurde. Andreas Müller aus Österreich (ARBÖ Gebrüder Weiss-Oberndorfer) sprintete als Vierter über die Ziellinie. Damit schaffte Belkin ein fast perfektes Rennen, gewann alle neun Etappen, die Mannschafts- und die Punktewertung und brachte mit Hofland (1.), Leezer (3.) und Jos van Emden (4.) drei Fahrer unter die ersten Drei des Gesamtklassements.

### Wertungstrikots im Rennverlauf
| Etappe | Gesamtwertung  | Punktewertung  | Bergwertung    | Teamwertung             |
| ------ | -------------- | -------------- | -------------- | ----------------------- |
| 1.     | Moreno Hofland | Moreno Hofland | nicht vergeben | Belkin-Pro Cycling Team |
| 2.     | Moreno Hofland | Moreno Hofland | nicht vergeben | Belkin-Pro Cycling Team |
| 3.     | Moreno Hofland | Moreno Hofland | nicht vergeben | Belkin-Pro Cycling Team |
| 4.     | Moreno Hofland | Moreno Hofland | Witalij Buz    | Belkin-Pro Cycling Team |
| 5.     | Moreno Hofland | Moreno Hofland | Witalij Buz    | Belkin-Pro Cycling Team |
| 6.     | Moreno Hofland | Moreno Hofland | Witalij Buz    | Belkin-Pro Cycling Team |
| 7.     | Moreno Hofland | Moreno Hofland | Mateusz Taciak | Belkin-Pro Cycling Team |
| 8.     | Moreno Hofland | Moreno Hofland | Mateusz Taciak | Belkin-Pro Cycling Team |
| 9.     | Moreno Hofland | Moreno Hofland | Mateusz Taciak | Belkin-Pro Cycling Team |